# Barrage de Kayaboğazı
Le barrage de Kayaboğazı est un barrage de Turquie. La rivière coupée par le barrage est appelée Kocaçay ou rivière d'Orhaneli (Orhaneli Çayı) jointe à la rivière d'Emet devient la rivière de Mustafakemalpaşa qui se jette dans le lac Uluabat.

## Sources
- (en) « Kayaboğazı Dam », sur Agence gouvernementale turque des travaux hydrauliques